# Gordon Bottomley

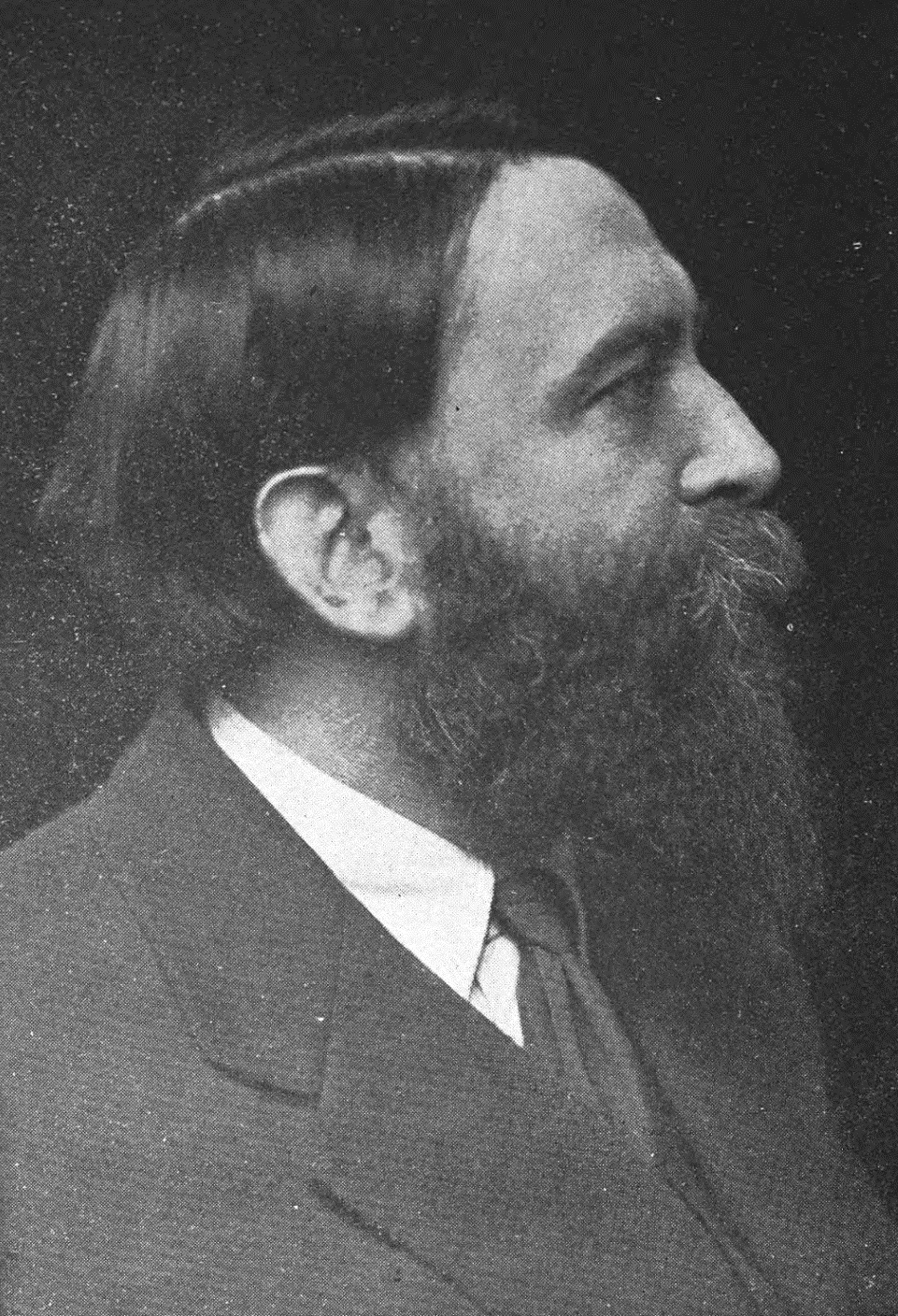
Gordon Bottomley

Gordon Bottomley (* 20. Februar 1874 in Keighley, West Yorkshire; † 25. August 1948 nahe Marlborough, Wiltshire) war ein britischer Lyriker und Dramatiker.

## Werk
Bottomley war ein von den Dichtern der englischen Romantik wie William Blake, Percy Bysshe Shelley und John Keats und den Malern der Präraffaeliten beeinflusster Verfasser von Versdramen und Gedichten. Edward Marsh nahm seine Gedichte in die Sammlungen Georgian Poetry 1911 - 12 (1912), 1913 - 15 (1915), 1916 - 17 (1917) und 1918 - 19 (1919) auf.
In seinem dramatischen Schaffen experimentierte Bottomley mit unterschiedlichen Formen und wurde unter anderem vom japanischen Noh-Theater inspiriert. Zu seinen bekanntesten dramatischen Werken zählen King Lear's Wife (1915) und Gruach (1921), in denen Bottomley als freie Adaption in rückwärtsgewandter Form die Vorgeschichte zu den Shakespeaerschen Dramen König Lear und Macbeth gestaltet, um derart zu einem tieferen Verständnis der Originale Shakespeares beizutragen.
Bottomley stand mit einer großen Zahl von Künstlern in hauptsächlich brieflichem Kontakt. Erwähnenswert ist vor allem seine Freundschaft zu dem Maler Paul Nash, den er zu Gemälden anregte und der im Gegenzug Illustrationen für Bottomleys Stücke beisteuerte, sowie zu Edward Thomas. Mit dem Dichter Isaac Rosenberg stand Bottomley ebenfalls in Kontakt und betreute später das Werk Rosenbergs als Herausgeber.
Bottomley war darüber hinaus ein Kunstsammler. Seine Sammlung von sechshundert Gemälden, Zeichnungen und Drucken mit Bildern von Paul Nash – aber auch bedeutenden Werken der Präraffaeliten Dante Gabriel Rossetti, Edward Burne-Jones, William Morris, Arthur Hughes, Ford Madox Brown, Elizabeth Siddal und Simeon Solomon – befindet sich heute in der Tullie House Museum and Art Gallery in Carlisle.

## Veröffentlichungen

### Gedichte
- The Mickle Drede and Other Verses (1896)
- Poems at White Nights (1899)
- The Gate of Smaragdus (1904).
- Chambers of Imagery (1907, 1912)
- A Vision of Giorgione (1910)

### Dramatische Werke
- The Crier by Night (1902)
- Midsummer Eve (1905)
- Laodice and Danaë (1909)
- The Riding to Lithend (1909)
- King Lear's Wife (1915)
- Gruach (1921)
- Britain's Daughter (1921)
- Scenes and Plays (1929)
- Festival Preludes (1930)
- A Carol for Christmas - Day     before Dawn (1930)
- Lyric Plays (1932)
- The Acts of St. Peter (1933)
- Choric Plays (1939)
- Kate Kennedy (1945)

### Gesammelte Werke
- Poems of Thirty Years (1925)
- Poems and Plays (1953)